# Gare de Popasna
La gare de Popasna  (en ukrainien Попасна (станція)) est une gare ferroviaire située en Ukraine.

## Service des voyageurs

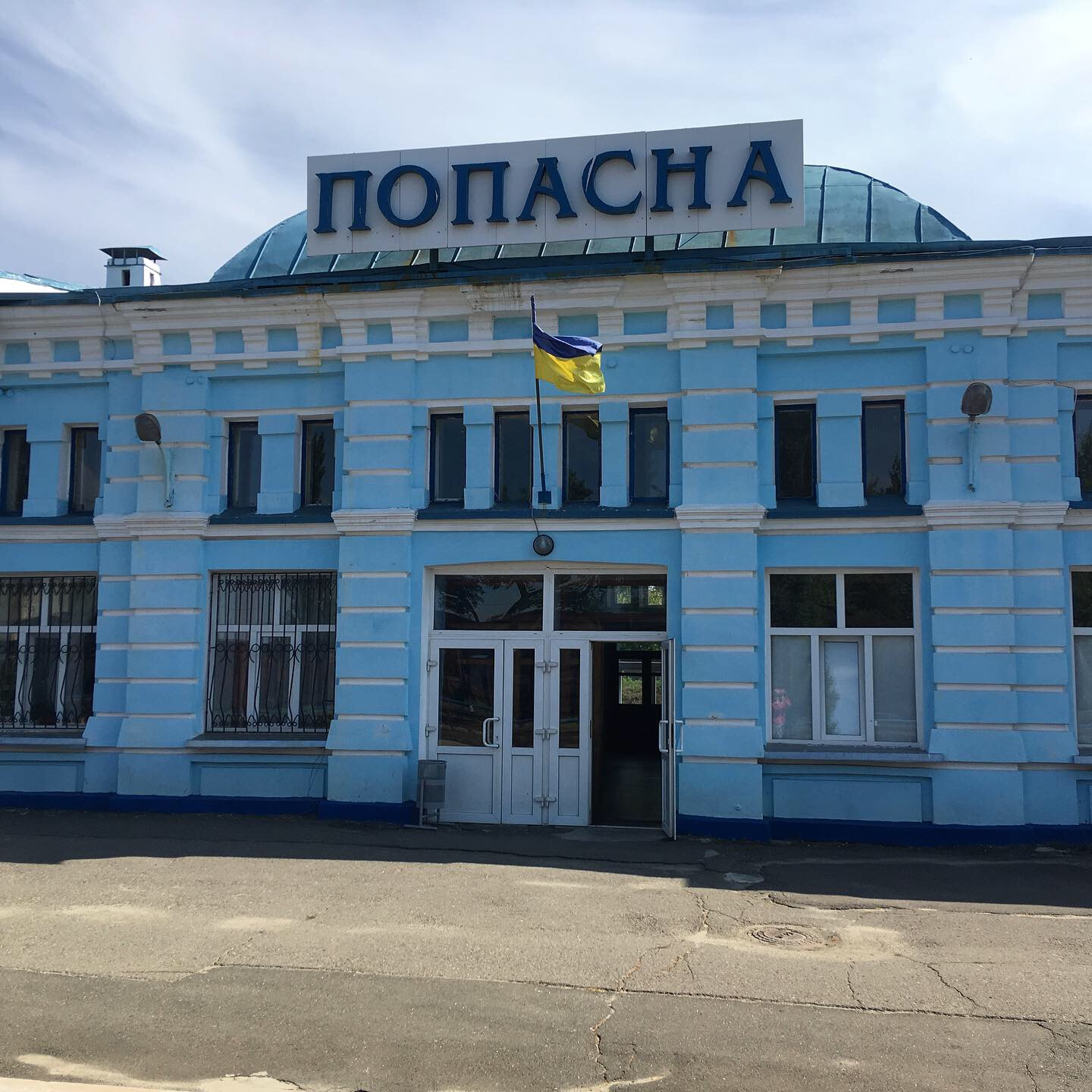
La façade de la gare.